# Wereldkampioenschap voetbal 1986 (kwalificatie OFC)
Slechts 2 OFC-teams schreven zich in voor de kwalificatie van het wereldkampioenschap voetbal 1986, Israël en Taiwan werden ook bij de OFC ingedeeld wegens de vele spanningen met buurlanden. De 4 teams speelden in groepsfase, de winnaar gaat naar de intercontinentale eindronde met een team van de UEFA. Australië nam revanche op de nederlaag tegen Nieuw-Zeeland voor het vorige WK, boekte een cruciale overwinning in Israël en kon via een barragewedstrijd tegen Schotland zich plaatsen voor het WK.

## Eindstand
Legenda
| Pos | Land           | Wed | Win | Gel | Ver | DV | DT | +/− | Pnt |
| --- | -------------- | --- | --- | --- | --- | -- | -- | --- | --- |
| 1.  | Australië      | 6   | 4   | 2   | 0   | 20 | 2  | +18 | 10  |
| 2.  | Israël         | 6   | 3   | 1   | 2   | 17 | 6  | +11 | 7   |
| 3.  | Nieuw-Zeeland  | 6   | 3   | 1   | 2   | 13 | 7  | −6  | 7   |
| 4.  | Chinees Taipei | 6   | 0   | 0   | 6   | 1  | 36 | −35 | 0   |

## Wedstrijden
|                                                       | |       |                |                                                                                       |
| 3 september 1985 «onderlinge duels» 15:30 uur (UTC+3) | Israël                                                                                              | 6 – 0 | Chinees Taipei | Ramat Ganstadion, Ramat Gan Toeschouwers: 17.959 Scheidsrechter: Mircea Salomir (ROU) |
| 3 september 1985 «onderlinge duels» 15:30 uur (UTC+3) | Rifaat Turk 30' Rifaat Turk 33' Zahi Armeli 39' Uri Malmilian 54' Rifaat Turk 74' Uri Malmilian 89' |       |                | Ramat Ganstadion, Ramat Gan Toeschouwers: 17.959 Scheidsrechter: Mircea Salomir (ROU) |

|                                                       |                                                                        |       |        |                                                                                 |
| 8 september 1985 «onderlinge duels» 17:00 uur (UTC+3) | Chinees Taipei                                                         | 5 – 0 | Israël | Ramat Ganstadion, Ramat Gan Toeschouwers: 5.604 Scheidsrechter: Ioan Igna (ROU) |
| 8 september 1985 «onderlinge duels» 17:00 uur (UTC+3) | Avi Cohen 7' Zahi Armeli 18' Eli Ohana 56' Eli Ohana 72' Eli Ohana 79' |       |        | Ramat Ganstadion, Ramat Gan Toeschouwers: 5.604 Scheidsrechter: Ioan Igna (ROU) |

|                                      |               |       |           |                                                                                        |
| 21 september 1985 «onderlinge duels» | Nieuw-Zeeland | 0 – 0 | Australië | Mount Smart Stadium, Auckland Toeschouwers: 14.286 Scheidsrechter: Keith Hackett (ENG) |
| 21 september 1985 «onderlinge duels» |               |       |           | Mount Smart Stadium, Auckland Toeschouwers: 14.286 Scheidsrechter: Keith Hackett (ENG) |

|                                   |                |       |                                          |                                                                     |
| 5 oktober 1985 «onderlinge duels» | Chinees Taipei | 1 – 5 | Nieuw-Zeeland                            | Mount Smart Stadium, Auckland Scheidsrechter: Chris Bambridge (AUS) |
| 5 oktober 1985 «onderlinge duels» | Sing-an 41'    |       | 13' Edge 25' Walker 31', 51', 89' Sumner | Mount Smart Stadium, Auckland Scheidsrechter: Chris Bambridge (AUS) |

|                                                     |                 |       |                                    |                                                                                      |
| 8 oktober 1985 «onderlinge duels» 16:30 uur (UTC+2) | Israël          | 1 – 2 | Australië                          | Ramat Ganstadion, Ramat Gan Toeschouwers: 33.238 Scheidsrechter: Luigi Agnolin (ITA) |
| 8 oktober 1985 «onderlinge duels» 16:30 uur (UTC+2) | Zahi Armeli 65' |       | 46' Dave Mitchell 49' John Kosmina | Ramat Ganstadion, Ramat Gan Toeschouwers: 33.238 Scheidsrechter: Luigi Agnolin (ITA) |

|                                    |                                                  |       |                |                                                                                              |
| 12 oktober 1985 «onderlinge duels» | Nieuw-Zeeland                                    | 5 – 0 | Chinees Taipei | Queen Elizabeth II Park, Christchurch Toeschouwers: 5.200 Scheidsrechter: Don Campbell (AUS) |
| 12 oktober 1985 «onderlinge duels» | Boath 19' Turner 32', 76' Walker 57', 65' (pen.) |       |                | Queen Elizabeth II Park, Christchurch Toeschouwers: 5.200 Scheidsrechter: Don Campbell (AUS) |

|                                                       |                     |       |               |                                                                                         |
| 20 oktober 1985 «onderlinge duels» 15:00 uur (UTC+10) | Australië           | 1 – 1 | Israël        | Olympic Park, Melbourne Toeschouwers: 16.463 Scheidsrechter: José Rosa dos Santos (POR) |
| 20 oktober 1985 «onderlinge duels» 15:00 uur (UTC+10) | David Ratcliffe 32' |       | 47' Avi Cohen | Olympic Park, Melbourne Toeschouwers: 16.463 Scheidsrechter: José Rosa dos Santos (POR) |

|                                    |                |                                                                         |           |                                                                                    |
| 23 oktober 1985 «onderlinge duels» | Chinees Taipei | 0 – 7                                                                   | Australië | Hindmarsh Stadium, Adelaide Toeschouwers: 2.000 Scheidsrechter: John Cameron (NZL) |
| 23 oktober 1985 «onderlinge duels» |                | 2', 89' (pen.) Dunn 13' (e.d.) Chiang 57', 59', 87' Mitchell 68' Arnold |           | Hindmarsh Stadium, Adelaide Toeschouwers: 2.000 Scheidsrechter: John Cameron (NZL) |

|                                    |                                                      |       |                 |                                                                                        |
| 26 oktober 1985 «onderlinge duels» | Nieuw-Zeeland                                        | 3 – 1 | Israël          | Mount Smart Stadium, Auckland Toeschouwers: 10.600 Scheidsrechter: Egbert Mulder (NED) |
| 26 oktober 1985 «onderlinge duels» | Wynton Rufer 2' Malcolm Dunford 29' Colin Walker 65' |       | 23' Zahi Armeli | Mount Smart Stadium, Auckland Toeschouwers: 10.600 Scheidsrechter: Egbert Mulder (NED) |

|                                    |                                                                       |       |                |                                                                                |
| 27 oktober 1985 «onderlinge duels» | Australië                                                             | 8 – 0 | Chinees Taipei | St George Stadium, Sydney Toeschouwers: 2.694 Scheidsrechter: Bill Munro (NZL) |
| 27 oktober 1985 «onderlinge duels» | Odžakov 41', 56', 69' Crino 52' Kosmina 65' (pen.), 72', 88' Gray 89' |       |                | St George Stadium, Sydney Toeschouwers: 2.694 Scheidsrechter: Bill Munro (NZL) |

|                                    |                          |       |               |                                                                                       |
| 3 november 1985 «onderlinge duels» | Australië                | 2 – 0 | Nieuw-Zeeland | Sydney Sports Ground, Sydney Toeschouwers: 21.910 Scheidsrechter: Gerard Guerds (NED) |
| 3 november 1985 «onderlinge duels» | Kosmina 12' Mitchell 48' |       |               | Sydney Sports Ground, Sydney Toeschouwers: 21.910 Scheidsrechter: Gerard Guerds (NED) |

|                                                       |                                                     |       |               |                                                                                    |
| 10 november 1985 «onderlinge duels» 15:30 uur (UTC+2) | Israël                                              | 3 – 0 | Nieuw-Zeeland | Ramat Ganstadion, Ramat Gan Toeschouwers: 4.500 Scheidsrechter: Dieter Pauly (FRG) |
| 10 november 1985 «onderlinge duels» 15:30 uur (UTC+2) | Nissim Cohen 67' Moshe Selecter 75' Zahi Armeli 85' |       |               | Ramat Ganstadion, Ramat Gan Toeschouwers: 4.500 Scheidsrechter: Dieter Pauly (FRG) |

## Intercontinentale play-off

### UEFA / OFC
Schotland plaatste zich simpel voor het WK door met 2-0 te winnen in Glasgow en in Melbourne met 0-0 gelijk te spelen van Australië. De doelpunten werden in de tweede helft gemaakt door Cooper en McAvennie, die zijn debuut maakte. Het waren de eerste interlands, die Alex Ferguson leidde na de dood van Jock Stein. Schotland plaatste zich voor de vierde achtereenvolgende keer voor het WK en hoopte nu eindelijk de eerste ronde te overleven.
|                                                     |                                      |       |           |                                                                                   |
| 20 november 1985 «onderlinge duels» 20:00 uur (UTC) | Schotland                            | 2 – 0 | Australië | Hampden Park, Glasgow Toeschouwers: 62.329 Scheidsrechter: Vojtech Christov (TCH) |
| 20 november 1985 «onderlinge duels» 20:00 uur (UTC) | Davie Cooper 57' Frank McAvennie 60' |       |           | Hampden Park, Glasgow Toeschouwers: 62.329 Scheidsrechter: Vojtech Christov (TCH) |

|                                                       |           |       |           |                                                                                |
| 4 december 1985 «onderlinge duels» 20:00 uur (UTC+11) | Australië | 0 – 0 | Schotland | Olympic Park, Melbourne Toeschouwers: 29.852 Scheidsrechter: José Wright (BRA) |
| 4 december 1985 «onderlinge duels» 20:00 uur (UTC+11) |           |       |           | Olympic Park, Melbourne Toeschouwers: 29.852 Scheidsrechter: José Wright (BRA) |

Schotland won over twee wedstrijden met 2–0 en kwalificeerde zich voor het hoofdtoernooi.